# グレイディ・サイズモア
グレイディ・サイズモア3世（Grady Sizemore III、1982年8月2日 - ）は、アメリカ合衆国ワシントン州シアトル出身の元プロ野球選手（外野手）、野球指導者。左投左打。

## 経歴

### プロ入り前
ワシントン州シアトルで1982年8月2日、カレッジベースボールで活躍した黒人の父グレイディJr.と白人の母の間に誕生。父はボルチモア・オリオールズの大ファンで、特にカル・リプケン・ジュニアとエディ・マレーがお気に入りだった。その父に買ってもらったバットを、1歳半になったころのサイズモアが振ってみたところ、そのスイングはあまりにも幼児離れしたものだったという。
ワシントン州内にあるカスケード高校に進学したサイズモアは、野球のほかアメリカンフットボールやバスケットボールなど様々なスポーツで活躍する。特にフットボールではラッシングヤードやインターセプト数で同校の記録を塗り替える活躍だった。そのためアリゾナ州立大学やクレムゾン大学、カリフォルニア大学、ワシントン州立大学など複数の大学がサイズモアに奨学金の申し出を行った。その中からサイズモアは、野球とフットボールの奨学生としてワシントン大学へ進学することに決めた。

### プロ入りとエクスポズ時代
2000年のMLBドラフト3巡目（全体75位）でモントリオール・エクスポズが、高校を卒業したサイズモアを指名。サイズモア自身ほとんど考えもしなかったプロからの指名で、有望な新人という扱いでは決してなかったが、入団・プロ入りを決意した。

### インディアンス時代
2002年6月にバートロ・コローンらとのトレードで、リー・スティーブンス、ブランドン・フィリップス、クリフ・リーの3選手と共にインディアンスへ移籍。
2004年7月21日にメジャーデビューした。
2005年には、フアン・ゴンザレスの怪我もあって中堅手のレギュラーに定着。4月22日のシアトル・マリナーズ戦で故郷シアトルに凱旋を果たし、家族や友人らの前でプレイするという思い出深い場面を迎えている。その後も活躍し、シーズン成績は打率.289・22本塁打・81打点・22盗塁を記録した他、ロベルト・アロマー以来球団史上2人目となる20二塁打・10三塁打・20本塁打・20盗塁を達成した。シカゴ・ホワイトソックス監督のオジー・ギーエンはサイズモアを高く評価しており、シーズン最終戦でインディアンスと対戦し勝利した後、フィールド上にいたサイズモアと握手し彼を賞賛した。
2006年シーズン開幕直前の3月29日に、年俸調停権取得前のサイズモアと6年2,345万ドル（7年目の2012年は球団オプション）で契約を延長した。その年のレギュラーシーズンでは全162試合に出場し、53二塁打・11三塁打・28本塁打・22盗塁を記録。50二塁打・10三塁打・20本塁打・20盗塁の全てを1シーズンで達成したのは、チャック・クライン以来74年ぶりMLB史上2人目のことであった。また長打数は92で、これは本塁打王のデビッド・オルティーズ（レッドソックス）や長打率リーグトップのトラビス・ハフナー（インディアンス）を抑えてリーグ1位である。7月にはオールスターゲーム初選出も果たした。
2007年は、開幕戦から6試合で4本塁打を記録する好調なスタート。前年に続き全162試合に出場し、打率は前年より下がったものの、四球が初めて100を超えたことで出塁率は前年を上回り、また3年連続で20本塁打・20盗塁を記録。シーズン終了後には、自身初のゴールドグラブ賞を受賞した。2008年は、開幕から1か月程経った4月26日のニューヨーク・ヤンキース戦で右足首を痛め、翌日の試合を欠場。この時点で連続試合出場は、継続中のものとしては最長の382まで伸びていたが、2005年以来の欠場でこれが止まった。それでも2試合欠場後の29日から復帰を果たすと本塁打を量産し、7月のオールスターでは試合前日に行われるホームランダービーにも出場。8月26日には自身初のシーズン30本塁打・30盗塁を達成した。シーズン終了後にはゴールドグラブ賞とシルバースラッガー賞を同時受賞している。

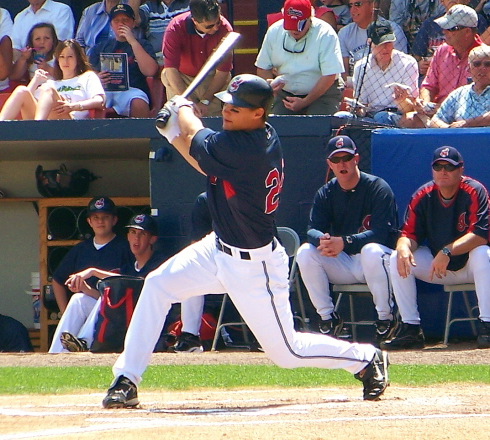
インディアンス時代

このように過去4年にわたって活躍を続けていたが、2009年は一転して公私ともに不調の年を送ることになる。まず、シーズン開幕前の3月に開催された第2回ワールド・ベースボール・クラシックにアメリカ合衆国代表として参加する予定だったが、大会直前に左足付け根を痛めて辞退した。更にその後は左肘も故障し、MLBレギュラーシーズンでも低迷が続く。6月上旬から中旬にかけて20試合に欠場した以外は出場を続けたが、9月3日の試合を最後に戦線離脱し、左足付け根と左肘を手術してシーズンを終えた。オフには、恋人に送るために撮影したというほぼ全裸のプライベート写真が流出し、大きなスキャンダルとなった。
2010年は33試合に出場した後、左膝の手術のため戦線を離脱した。
2011年はマイナーでのプレーを経て4月17日に復帰したが、5月と7月にいずれも右膝を痛めて故障者リスト入りした。そのまま戦線離脱し、ヘルニア手術を受けた後9月に復帰したが、シーズン通じて71試合の出場に留まった。オフにインディアンスは2012年分の契約オプションを破棄したため、10月31日にFAとなった。レッドソックスやマリナーズなどと契約交渉を行ったが、結局インディアンスと1年500万ドルで再契約を果たした。
2012年は2月にキャンプを前にして腰痛を患い、さらに3月に背中の手術を受け、開幕後も復帰を果たせずにいたが、8月には右膝の痛みのため今季のプレーを断念することが球団から発表された。10月29日にFAとなった。

### レッドソックス時代
2014年1月22日にボストン・レッドソックスと75万ドル（出来高を合わせると600万ドル）の1年契約を結んだ。メジャーリーグでは3年ぶりのプレーとなった3月31日のオリオールズとの開幕戦では本塁打を放った。その後もサヨナラ打を放つなどの活躍もあったが、52試合の出場で打率.216と安定せず、6月17日にDFAとなり、6月18日に放出された。

### フィリーズ時代
2014年6月24日にフィラデルフィア・フィリーズとマイナー契約を結んだ。AAA級リーハイバレー・アイアンピッグスで10試合に出場し、7月11日にフィリーズとメジャー契約を結んだ。10月23日に年俸200万ドルの1年契約で再契約に合意した。
2015年は開幕から39試合の出場で打率.245、OPS.584という成績で、5月29日にDFA、6月1日にFAとなる。

### レイズ時代
2015年6月22日にタンパベイ・レイズとマイナー契約を結ぶ。28日にメジャー契約となり25人枠入りする。移籍後はレフト及びライトを中心に58試合でプレーし、打率.257・6本塁打・27打点・3盗塁という打撃成績を残した。守備ではレフト (29試合) 、ライト (14試合) ともに1失策・DRS - 1だった。2チームトータルでは、97試合の出場で打率.253・6本塁打・33打点という内容だった。また、この年の最後のホームラン (6号弾) にて、通算150本塁打を達成した。11月2日にFAとなった。2016年はどのチームにも所属していない。

### 引退後
2017年2月に古巣インディアンスの選手育成部門のアドバイザーに就任することが発表された。その後家庭を優先するためしばらく働いていなかったが、アリゾナ・ダイヤモンドバックスのインターンスタッフとして2023年に仕事復帰した。2024年からシカゴ・ホワイトソックスのコーチとなり、同年8月にはホワイトソックス監督のペドロ・グリフォルが成績不振で途中解任されたことを受けて暫定監督へ昇格した。

## 選手としての特徴
2005年以降4年連続で20本塁打・20盗塁（2008年は30本塁打・30盗塁）を記録し、2007年・2008年にはゴールドグラブ賞を受賞するなど、走攻守揃った外野手としてメジャーリーグを代表するリードオフマンとなりつつあったが、2009年以降は度重なる怪我に苦しみ、十分な出場すらままならない状態が続いている。

## 人物

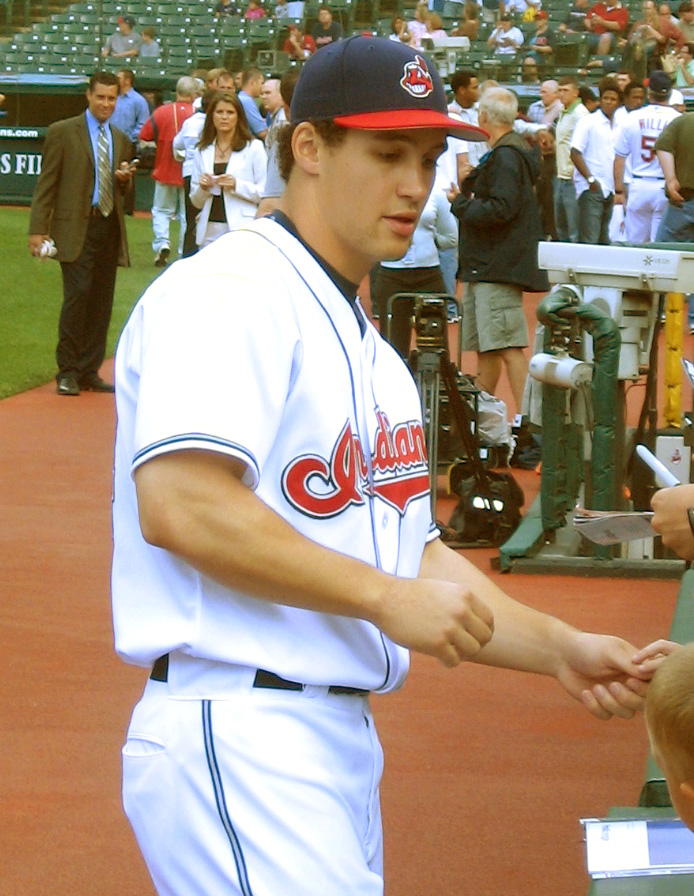
ファンにサインするサイズモア

インディアンス時代、地元オハイオ州クリーブランドでは特に女性ファンからの人気が高く、球団がその人気を当て込んで "Mrs.Sizemore" の胸文字をプリントしたTシャツを売り出したところ、たちまち完売している。
同じ年にドラフト指名されたジェイソン・ベイとはマイナーリーグ時代からの仲良し。ベイの故郷カナダはオフシーズンは寒くて練習に適さないため、サイズモアがアリゾナ州にある自邸にベイを住まわせて一緒に練習したことがあるほか、ベイが結婚した後はサイズモアがベイの自宅によく食事に行くという。
一番意識する打者としてイチローの名前を挙げ「彼はどんなタイプの投手でも打てる。実はパワーもあるし、守備、走塁も素晴らしいし、チームを勝利に導くために、フィールドであらゆることをやってのけてしまう。イチローはボクにとって究極の選手」と語っている。

## 詳細情報

### 年度別打撃成績
| 年 度      | 球 団      | 試 合 | 打 席 | 打 数 | 得 点 | 安 打 | 二 塁 打 | 三 塁 打 | 本 塁 打 | 塁 打 | 打 点 | 盗 塁 | 盗 塁 死 | 犠 打 | 犠 飛 | 四 球 | 敬 遠 | 死 球 | 三 振 | 併 殺 打 | 打 率 | 出 塁 率 | 長 打 率 | O P S |
| ---------- | ---------- | ----- | ----- | ----- | ----- | ----- | -------- | -------- | -------- | ----- | ----- | ----- | -------- | ----- | ----- | ----- | ----- | ----- | ----- | -------- | ----- | -------- | -------- | ----- |
| 2004       | CLE        | 43    | 159   | 138   | 15    | 34    | 6        | 2        | 4        | 56    | 24    | 2     | 0        | 0     | 2     | 14    | 0     | 5     | 34    | 0        | .246  | .333     | .406     | .739  |
| 2005       | CLE        | 158   | 706   | 640   | 111   | 185   | 37       | 11       | 22       | 310   | 81    | 22    | 10       | 5     | 2     | 52    | 1     | 7     | 132   | 17       | .289  | .348     | .484     | .832  |
| 2006       | CLE        | 162   | 751   | 655   | 134   | 190   | 53       | 11       | 28       | 349   | 76    | 22    | 6        | 1     | 4     | 78    | 8     | 13    | 153   | 2        | .290  | .375     | .533     | .908  |
| 2007       | CLE        | 162   | 748   | 628   | 118   | 174   | 34       | 5        | 24       | 290   | 78    | 33    | 10       | 0     | 2     | 101   | 9     | 17    | 155   | 3        | .277  | .390     | .462     | .852  |
| 2008       | CLE        | 157   | 745   | 634   | 101   | 170   | 39       | 5        | 33       | 318   | 90    | 38    | 5        | 0     | 2     | 98    | 14    | 11    | 130   | 5        | .268  | .374     | .502     | .876  |
| 2009       | CLE        | 106   | 503   | 436   | 73    | 108   | 20       | 6        | 18       | 194   | 64    | 13    | 8        | 2     | 1     | 60    | 1     | 4     | 92    | 4        | .248  | .343     | .445     | .788  |
| 2010       | CLE        | 33    | 140   | 128   | 15    | 27    | 6        | 2        | 0        | 37    | 13    | 4     | 2        | 0     | 1     | 9     | 0     | 2     | 35    | 1        | .211  | .271     | .289     | .560  |
| 2011       | CLE        | 71    | 295   | 268   | 34    | 60    | 21       | 1        | 10       | 113   | 32    | 0     | 2        | 0     | 3     | 18    | 1     | 6     | 85    | 4        | .224  | .285     | .422     | .706  |
| 2014       | BOS        | 52    | 205   | 185   | 14    | 40    | 10       | 2        | 2        | 60    | 15    | 5     | 0        | 0     | 1     | 19    | 0     | 0     | 41    | 6        | .216  | .288     | .324     | .612  |
| 2014       | PHI        | 60    | 176   | 162   | 21    | 41    | 9        | 2        | 3        | 63    | 12    | 1     | 1        | 0     | 0     | 14    | 0     | 0     | 35    | 4        | .253  | .313     | .389     | .701  |
| '14計      | PHI        | 112   | 381   | 347   | 35    | 81    | 19       | 4        | 5        | 123   | 27    | 6     | 1        | 0     | 1     | 33    | 0     | 0     | 76    | 10       | .233  | .299     | .354     | .654  |
| 2015       | PHI        | 39    | 104   | 98    | 4     | 24    | 5        | 0        | 0        | 29    | 6     | 0     | 0        | 0     | 0     | 6     | 0     | 0     | 23    | 2        | .245  | .288     | .296     | .584  |
| 2015       | TB         | 58    | 192   | 175   | 20    | 45    | 12       | 0        | 6        | 75    | 27    | 3     | 3        | 0     | 1     | 14    | 0     | 2     | 37    | 1        | .257  | .318     | .429     | .746  |
| '15計      | TB         | 97    | 296   | 273   | 24    | 69    | 17       | 0        | 6        | 104   | 33    | 3     | 3        | 0     | 1     | 20    | 0     | 2     | 60    | 3        | .253  | .307     | .381     | .688  |
| 通算：10年 | 通算：10年 | 1101  | 4724  | 4147  | 660   | 1098  | 252      | 47       | 150      | 1894  | 518   | 143   | 47       | 8     | 19    | 483   | 34    | 67    | 952   | 49       | .265  | .349     | .457     | .806  |

- 2015年度シーズン終了時
- 各年度の太字はリーグ最高

### 表彰
MiLB
- オールスター・フューチャーズゲームMVP：1回（2003年）

MLB
- シルバースラッガー賞 1回：2008年
- ゴールドグラブ賞 2回：2007年、2008年
- ハート&ハッスル賞 1回：2008年

### 記録
MiLB
- オールスター・フューチャーズゲーム選出 1回：2003年

MLB
- MLBオールスターゲーム選出 3回：2006年 - 2008年

### 背番号
- 24 (2004年 - 2011年、2014年途中 - 2015年)
- 38 (2014年 - 同年途中)